# AS Douanes Nouakchott
El AS Douanes Nouakchott es un equipo de fútbol de Mauritania que juega en la liga mauritana de fútbol, la primera división nacional.

## Historia
Fue fundado en la capital Nouakchott y en la temporada 2020/21 logra el ascenso por primera vez a la Liga mauritana de fútbol como campeón de la segunda categoría..
En la temporada 2022/23 gana la Copa de Mauritania por primera vez, y con ello logra la clasificación a la Copa Confederación de la CAF 2023-24, donde es eliminado en la primera ronda por el Académie SOAR de Guinea.

## Palmarés
- Copa de Mauritania: 1

2022/23
- Segunda División de Mauritania: 1

2020/21

## Participación en competiciones de la CAF
| Temporada | Torneo                       | Ronda | Club          | Casa | Visita | Global  |
| --------- | ---------------------------- | ----- | ------------- | ---- | ------ | ------- |
| 2023/24   | Copa Confederación de la CAF | 1     | Académie SOAR | 2-2  | 0-0    | 2-2 (a) |